# Johann Leddin

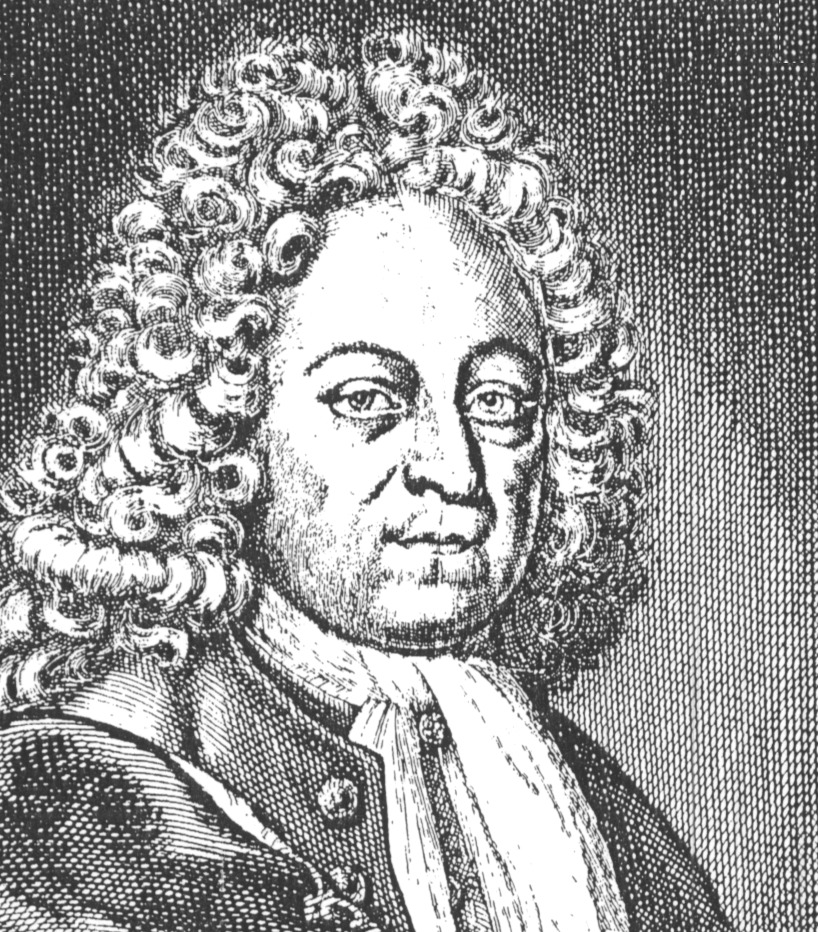
Johann Leddin, Kupferstich von Moritz Bodenehr (um 1690)

Johann Leddin (* 8. Mai 1639 in Lübben; † 5. September 1693 in Bautzen) war ein Jurist und Oberamtskanzler der Oberlausitz.

## Leben
Leddin wurde als Sohn des Bürgermeisters von Lübben, Andreas Leddin (1591–1676) und der Anna Strentzel geboren. Sein einziger Bruder, Andreas Leddin, wurde später fürstlich sachsen-merseburgischer Oberamtsregierungssekretär.
Leddin selbst besuchte zunächst die Schule in Lübben, beendete seine Schulzeit jedoch in Bautzen wohin er 1645 gewechselt war. 1658 studierte Leddin an der Universität Jena die Rechtswissenschaften. Beruflich trat er zuerst als Advokat am Oberamt Lübben in Erscheinung, ging aber 1664 erneut zurück an die Universität nach Jena, um als juristischer Lizenziat und Respondent zu wirken. Seit 1667 ließ er sich endgültig in Bautzen nieder, zuerst als Mitarbeiter seines Schwiegervaters Dr. Jacobus Münch, später folgte er diesem als Oberamtskanzler unmittelbar nach. Weiterhin bekleidete er das Amt eines königlich polnischen und kurfürstlich sächsischen Rentkammermeister und führte das Prädikat eines kurfürstlichen Rates.
1688 erwarb Leddin von Conrad Heinrich von Theler, Erbherr auf Sollschwitz und Pannewitz, das Gut Weidlitz. Dort ließ er 1691 ein neues Herrenhaus errichten, welches noch bis 1842 stand. Nach seinem Tode verkauften seine Erben Weidlitz 1693 an Hans Heinrich von Zetschwitz, Erbherr auf Hähnchen, Baselitz und Piskowitz, für 9200 Taler.
Bereits 1665 hatte sich Leddin mit Anna Margarethe Münch vermählt. Insgesamt zeugte Leddin 15 Kinder, darunter:
- Anna Margarethe, ⚭ Johann Gottlob Platz, Oberamtskanzler der Oberlausitz, damit Nachfolger seines Schwiegervaters
- Johanna, ⚭ Christian Ehrenfried Wend, Dr. med., Landes- und Stadtphysicus in Kamenz
- Ursula Margarete, ⚭ Johann Frost, kurfürstlich sächsischer Justizkanzleisekretär
- Christiane Margarete, ⚭ Gottlieb Budaeus, Dr. med. fürstlich sächsischer Leibarzt
- Jacobe Margarete
- Beate Margarete
- Anna Barbara (1667–1685)[3], ⚭ Friedrich Henning, Dr. med., Physikus des Klosters St. Marienstern

## Werke
- Diatriben hanc Juridicam De Qvartae Falcidiae Naturâ, Ejusque Affinitate ac differentia cum Trebellianica. Krebsius, Jenae 1662 (Digitalisat) gemeinsam mit Georg Adam Struve
- Disputatio inauguralis iuridica de obligationum confusione et resuscitatione. 1664 (Digitalisat) gemeinsam mit Johann Volkmar Bechmann